# Babi Xavier
Anna Bárbara da Fontoura "Babi" Xavier  (Niterói, 6 de julho de 1974), é uma atriz e apresentadora brasileira.

## Biografia

### Formação
Nasceu em Niterói, onde morou até os 22 anos. Na adolescência, começou a vender cosméticos para as amigas e dar aulas de inglês para crianças, mas sonhava em ser apresentadora. Cursou Letras na UFF e estudou Teatro no Diretório Central dos Estudantes com a atriz Françoise Forton e com o diretor Delson Antunes. Ao fim do curso, Babi e sua turma formada apresentaram, no teatro da UFF, a peça clássica "Nossa Cidade". Além disso, passou cursar interpretação para a TV nas escolas Studio Escola de Atores, Oficina de Atores da Globo, Artes Cênicas, Casa da Gávea e Casa das Artes.

### Carreira
Babi estreou na TV na novela Perdidos de Amor em 1996 que foi exibida na Rede Bandeirantes. Depois, em 1997 atuou na novela Por Amor, na Rede Globo. Um ano depois, foi escolhida para apresentar o telejornal Sintonia Fina, onde aprendeu o ofício de apresentadora e resgatou seu apelido de infância, Babi. No ano seguinte, somou ao seu trabalho o cargo de apresentadora da MTV Brasil, onde teve seu destaque com o programa MTV Erótica, em que conversava juntamente com o médico Jairo Bouer, sobre sexualidade e comportamento. Na emissora completou suas atividades a frente dos programas Mochilão Abrolhos e Supermodel.
Em 2000, mudou-se para São Paulo, onde comandou o Programa Livre no SBT até o final de 2001 em que também apresentou programas especiais para a Disney, nos parques de Orlando e para o Teleton. Na emissora também apresentou o reality show Ilha da Sedução, sendo a primeira mulher a apresentar esse programa no mundo.
Em abril de 2002, lançou o livro E Aí, Um Papo Aberto Entre A Gente, com a Editora Gente, onde são abordados diversos assuntos comuns no cotidiano feminino adolescente. Em outubro deste mesmo ano, lançou o seu primeiro e único CD até o momento, Do Jeito Que Eu Quero. Em setembro de 2003, estrelou na capa da revista Playboy, com vendas significativas. Em dezembro de 2003, findou seu contrato com o SBT.
Em 2004, a Babi voltou a residir no Rio de Janeiro e atuou no longa-metragem Korda, de Marcus Andrade, e no curta-metragem Corrompendo Paulo, de Patrícia Freitas e Thiago Morena. E tornou a ser apresentadora da SKY, desta vez com o telejornal Sintonia SKY. Em 2005, ainda com seu programa na SKY, em outubro, Babi Xavier volta a teledramaturgia na novela Bang Bang na Globo, onde atuou como a dançarina de cancan Marilyn Corroy, uma alusão à Marilyn Monroe, feita por seu autor, Mário Prata. Em 2006, ao terminar a gravação da novela Bang Bang, Babi participou da terceira temporada do talent show Dança dos Famosos, do programa dominical Domingão do Faustão, na qual acabou ficando em 3.° lugar na competição. Em agosto do mesmo ano de 2006, Babi é contratada pela Rede Record, atuando como a advogada de vara de família Patrícia na novela Vidas Opostas. Em 2007, começou a se apresentar com a banda Cowbell, de covers musicais em português e inglês, em São Paulo. Em 2008, ela participou da novela Os Mutantes - Caminhos do Coração, interpretando a antagonista Drª. Júlia Zaccarias / Juli di Trevi, e apresentou na mesma emissora o especial As 10+ Sertanejas. Em 2009, Babi participou da primeira temporada do reality show A Fazenda, na qual foi a terceira eliminada da competição.
Em 2010, Babi Xavier foi a Official Hostess do Red Carpet do LABRFF - Los Angeles Brazilian Film Festival - e teve um de seus filmes, The Meeting, de Roberto Jabour, exibido, concorrendo na categoria de melhor curta-metragem falado em inglês. Em 4 de setembro de 2011, renovou o seu contrato com a Rede Record por 5 anos. Em 2012 e 2013, gravou a minissérie José do Egito, em que interpretou Elisa, a esposa de Judá, com cenas gravadas no deserto do Atacama, no Chile. Em 2013, foi Hostess do LABRFF FILM FESTIVAL pela terceira vez, no Red Carpet, performando em inglês e português entrevistas com filmakers e indicados e cerimônia de Premiação. Tudo ao vivo pelo canal do LABRFF no YouTube. No dia 03 de outubro de 2013, estreou no Teatro com a comédia romântica "100 Dicas pra Arranjar Namorado", de Daniele Valente com roteiro de Cacau Hygino, ao lado do ator Ricardo Martins. Em 2014, foi a deputada Cláudia, relatora da CPI na série política Plano Alto, de Marcílio Moraes. Em 2015, atuou como a egípcia Taís, esposa de Meketre (Luciano Szafir), na novela Os Dez Mandamentos. Em setembro de 2016, findou seu contrato com a Rede Record. Ainda em 2016, foi a estudante e cantora Carol, na peça LGBT de autoria de Edu Porto, Guerra Doce, com a direção de William Vita e atuou no segundo semestre como a cozinheira Bibi na comédia de Mary Agnes Donoghue com adaptação de Paulo Reis, com a produção de Ronaldo Tasso e direção de Rose Abdallah ao lado da atriz Juliana Martins.
Em 2017, começou a cursar Psicologia na FAMATH - Faculdades Integradas Maria Thereza.
Em 2018, atuou na peça Martinho 8.0, Uma Filosofia de Vida, como a esposa de Martinho, Cléo Ferreira, também sob a direção de William Vita.
Em 2019, Babi participou de um outro talent show, que foi a terceira temporada do Popstar  exibido pela Rede Globo, na qual permaneceu até o oitavo programa num total de dez exibições da competição musical.
Em 2020, a atriz foi a circense Violeta no telefilme De folha Em Flor, produzido por Aline Cintra e dirigido por Luan Moreno. Nesse mesmo ano, estreou em março nos cinemas a sua participação como Patrícia em Solteira Quase Surtando, com produção de Meire Fernandez e direção de Caco Souza e atuou como a professora Monique, do virtual Colégio Novo, Mundo na websérie Turma Digital, também com produção de Aline Cintra e direção de Luan Moreno para o canal do YouTube da Agência Cintra.
Com a pandemia da Covid-19, Babi migrou para o plano digital com a Tá Produções Consultoria, de Thiago Arraes e Diego Camilo, e, através de seu perfil no Instagram, faz lives sobre assuntos do cotidiano com diversos convidados e executa ações de marketing digital como opinion maker e digital influencer. Babi também lançou seu site oficial, onde seus fãs podem ter acesso ao seu mediakit com a relação de seus trabalhos e fotos.

### Vida pessoal
Babi foi casada de 1996 a 2001 com o publicitário carioca Marcelo Mendes, e de 2011 a 2013 com o analista de sistemas carioca Felipe Corrêa, com quem teve a filha Cinthia, em 23 de dezembro de 2011.

## Filmografia

### Televisão
| Ano     | Título                        | Personagem / Cargo   | Notas                        | Emissora          |
| ------- | ----------------------------- | -------------------- | ---------------------------- | ----------------- |
| 1988–92 | Milk Shake                    | Vários personagens   | Quadro: Shake Tudo           | Rede Manchete     |
| 1996    | Você Decide                   | Enfermeira           | Episódio: "Véu de Noiva"     | TV Globo          |
| 1996    | Perdidos de Amor              | Ívea Nogueira Lima   |                              | Rede Bandeirantes |
| 1997    | Por Amor                      | Aninha               |                              | TV Globo          |
| 1998    | Sintonia Fina                 | Apresentadora        |                              | Sky Brasil        |
| 1999    | Mochilão MTV                  | Apresentadora        |                              | MTV Brasil        |
| 1999    | Supermodel MTV                | Apresentadora        |                              | MTV Brasil        |
| 1999–00 | Erótica MTV                   | Apresentadora        |                              | MTV Brasil        |
| 2000–01 | Programa Livre                | Apresentadora        |                              | SBT               |
| 2001–02 | Canta e Dança, Minha Gente    | Apresentadora        |                              | SBT               |
| 2002    | Ilha da Sedução               | Apresentadora        |                              | SBT               |
| 2002    | Gol Show                      | Apresentadora        |                              | SBT               |
| 2002    | SBT Palace Hotel              | Benzinho             | Especial de fim de ano       | SBT               |
| 2005    | A Diarista                    | Namorada do Fagundes | Episódio: "Aquele do Anão"   | TV Globo          |
| 2005    | Bang Bang                     | Marilyn Corroy       |                              | TV Globo          |
| 2006    | Dança dos Famosos             | Participante         | Temporada 3                  | TV Globo          |
| 2006    | Vidas Opostas                 | Patrícia Rocha       |                              | RecordTV          |
| 2008    | Os Mutantes                   | Juli di Trevi        |                              | RecordTV          |
| 2008    | As Dez mais Sertanejas        | Apresentadora        | Especial de fim de ano       | RecordTV          |
| 2009    | A Fazenda                     | Participante         | Temporada 1                  | RecordTV          |
| 2010    | Balada, Baladão               | Clotilde             | Especial de fim de ano       | RecordTV          |
| 2013    | José do Egito                 | Elisa                |                              | RecordTV          |
| 2014    | Plano Alto                    | Cláudia              |                              | RecordTV          |
| 2015    | Os Dez Mandamentos            | Tais Haddad          |                              | RecordTV          |
| 2018    | Uma Escola Demais             | Cibele               |                              | NET               |
| 2019    | Popstar                       | Participante         | Temporada 3                  | TV Globo          |
| 2023    | Bake Off Brasil: Celebridades | Participante         | Temporada 3                  | SBT               |
| 2023    | Dom                           | Mãe no assalto       | Episódio: "Polícia e Ladrão" | Amazon Prime      |

### Cinema
| Ano  | Título                  | Personagem            | Notas          |
| ---- | ----------------------- | --------------------- | -------------- |
| 1999 | Manuelita               | Srª. Turtle (voz)     | Dublagem       |
| 1999 | Zoando na TV            | Esposa do Dr. Gouveia |                |
| 2004 | Corrompendo Paulo       | Cliente do banco      | Curta-metragem |
| 2004 | Korda                   | Moça na rua           | Curta-metragem |
| 2006 | Retratos                | Farmacêutica          | Curta-metragem |
| 2009 | The Meeting             | Mãe                   | Curta-metragem |
| 2010 | Onírico                 | Dominique Bourelli    | Curta-metragem |
| 2010 | Dores & Amores          | —                     |                |
| 2020 | Solteira Quase Surtando | Patrícia              |                |
| 2022 | De Folha em Flor        | Violeta               |                |
| 2023 | Eulália                 | Renata                |                |

## Teatro
| Ano  | Título                          | Personagem |
| ---- | ------------------------------- | ---------- |
| 1996 | Nossa Cidade                    | Laís       |
| 2013 | 100 Dicas pra Arranjar Namorado | Cátia      |

## Discografia

### Álbuns de estúdio
| Álbum                 | Detalhes                                                                 |
| --------------------- | ------------------------------------------------------------------------ |
| Do Jeito Que Eu Quero | - Lançamento: 2 de outubro de 2002 - Formatos: CD - Gravadora: Universal |

### Singles
| Título                | Ano  | Álbum                 |
| --------------------- | ---- | --------------------- |
| "Imunização Racional" | 2002 | Do Jeito Que Eu Quero |